# Jocelyne François
Pour les articles homonymes, voir François.
Jocelyne François, née à Nancy le 3 juillet 1933, est une romancière, poétesse, essayiste et diariste française.

## Biographie
Ses œuvres contiennent de nombreux éléments autobiographiques. Son journal de plusieurs tomes et ses monographies sur la chanteuse, peintre et céramiste Marie-Claire Pichaud (1935-2017) et le poète René Char (1907-1988) nous apprennent beaucoup sur sa vie personnelle.
Jocelyne François est l'aînée d'une fratrie de trois enfants,.
Elle passe six ans en pension dans un couvent dans les Vosges où elle rencontre Marie-Claire Pichaud dont elle tombe amoureuse.
Elle obtient une licence de philosophie à l'université de Nancy.
Pendant sept ans, elle est mariée à un homme avec qui elle a trois enfants. Néanmoins, dans les années 1960, elle se révèle être lesbienne, en rejoignant Marie-Claire Pichaud avec qui elle élève sa fille cadette appelée Dominique.
Dans les années 1960, elle s'installe avec Pichaud dans le village de Saumane-de-Vaucluse et y vivra pendant 24 ans. En 1964, elle y rencontre le poète René Char avec qui elle se lie d'amitié jusqu'à ce qu'ils se brouillent car elle ne peut pas retourner ses sentiments qu'il avait envers elle.
Elle obtient le prix Femina en 1980 pour son roman autobiographique Joue-nous « España ».
En 1984, elle quitte Saumane-de-Vaucluse avec sa compagne, à cause d'une grave maladie qui nécessite des soins intensifs.
En 1985, elles s'installent dans un appartement à Paris et elle continue d'écrire malgré ses soucis de santé.
Elle obtint le prix Erckmann-Chatrian en 2001 pour son roman Portrait d'homme au crépuscule.
Elle collabore à la revue homosexuelle Masques (éditoriaux, plusieurs textes), notamment à travers des chroniques intitulées "mode de vie".

## Œuvres

### Romans
- Les Bonheurs, Paris, Laffont, 1970Réédition Mercure de France, coll. « Bleue », 1990  (ISBN 2-7152-1669-6)
- Les Amantes, Paris, Mercure de France, coll. « Bleue », 1978
- Joue-nous « España », Paris, Mercure de France, coll. « Bleue », 1980  (ISBN 2-7152-0060-9) Prix Femina 1980
Réédition Gallimard, coll. « Folio» n° 1375, 1982
- Histoire de Volubilis, Paris, Mercure de France, coll. « Bleue », 1986  (ISBN 2-7152-1384-0)
- Les Amantes ou Tombeau de C.[ René Char ], Paris, Gallimard, coll. « Folio», n° 1698, 1986  (ISBN 2-07-037698-2)Réédition Mercure de France, coll. « Bleue », 1990
- La Femme sans tombe, Paris, Mercure de France, coll. « Bleue », 1995  (ISBN 2-7152-1915-6)
- Portrait d'homme au crépuscule, Mercure de France, coll. « Bleue », 2001  (ISBN 2-7152-2267-X) Prix Erckmann-Chatrian 2001
- Comme on parle à la nuit tombée : Amsterdam, 1971, Paris, Mercure de France, coll. « Bleue », 2005  (ISBN 2-7152-2541-5)

### Poésie
- Feu de roue, lithographie originale en couleurs de Zao Wou-Ki en frontispice réservée aux 50 exemplaires de tête, Montpellier, Fata Morgana, 1971.
- Signes d'air, Paris, Mercure de France, coll. « Poésie», 1982  (ISBN 2-7152-0032-3)inclut les poèmes de Feu de roue (1971) et Savoir de Vulcain (1978).

### Autres textes, "livres de vie"
- Le Sel, Paris, Mercure de France, coll. « Bleue », 1992.  (ISBN 2-7152-1755-2)
- La Nourriture de Jupiter : variations sur les nourritures mentales, Paris, Mercure de France, coll. « Bleue », 1998.  (ISBN 2-7152-2110-X)

### Journal
- Le Cahier vert : journal 1961-1989, Paris, Mercure de France, coll. « Bleue », 1990  (ISBN 2-7152-1659-9)
- Journal 1990-2000, Une vie d'écrivain, Paris, Mercure de France, coll. « Bleue », 2001  (ISBN 2-7152-2268-8)
- Le Solstice d'hiver : journal 2001-2007, Paris, Mercure de France, coll. « Bleue », 2009
- Car vous ne savez ni le jour ni l’heure, Journal 2008-2018, Paris, Les Moments littéraires, 2022

### Monographies
- Árpád Szenes, Paris, Le Musée de Poche, 1977
- René Char : Vie et mort d’une amitié, Paris, La Différence, coll. « Littérature », 2010  (ISBN 978-2-7291-1882-2)
- Claire Pichaud, 3 vies : une bio-monographie, Paris, Éditions du Regard, coll. « Monographies », 2013 (postface de Henry-Claude Cousseau)

### Beaux livres, ouvrages collectifs
- Feu de roue, Montpellier, Fata Morgana, 1971 (poèmes; lithographie originale de Zao Wou Ki)
- Machine de paix, Saint-Erme-Outre-et-Ramecourt, J. Marmourel, 1976 (avec Marie-Claire Pichaud)
- Gravé, écrit un hiver à Saumanes de Vaucluse, Paris, s.n., 1976
- Savoir de Vulcain, Montpellier, Fata Morgana, 1978 (poèmes; gravures originales d'Árpád Szenes)
- Zoum Walter, Éditions du Musée des beaux-arts de La Rochelle, 1981
- Éloge du jaune, Paris, Chandeigne, 1990 (sérigraphie de Bertrand Canard)
- Lettre à Arpad Szenes, Paris, L'Échoppe, 1997
- Éloge du jaune, Paris, L’Échoppe, 1998  (ISBN 2-84068-085-8) (Dix opuscules illustrés par dix peintres contemporains)
- Catherine Bolle, au risque des formes vivantes : opale, pollen et ombres, Genève, Ed. Traces, 1999à la Galerie Alice Pauli, Lausanne, édité à l'occasion de l'exposition du 4 septembre au 16 octobre 1999
- Terrestres, Montpellier, Fata Morgana, 2002 (poèmes; illust. par Anne Walker)
- La Demoiselle d'Ilbarritz : Le Palais de la Roseraie, Biarritz, Éditions Atlantica, 2018 (avec Jean-Claude Gillet et Serge Gimbert)